# Чемошурка (притока Тума)
Чемошу́рка (рос. Чемошурка) — невелика річка в Ярському районі Удмуртії, Росія, ліва притока Туму.
Бере початок на Верхньокамській височині, серед тайги. Протікає на захід.
У верхів'ях знаходиться село Баяран.